# 塑料污染

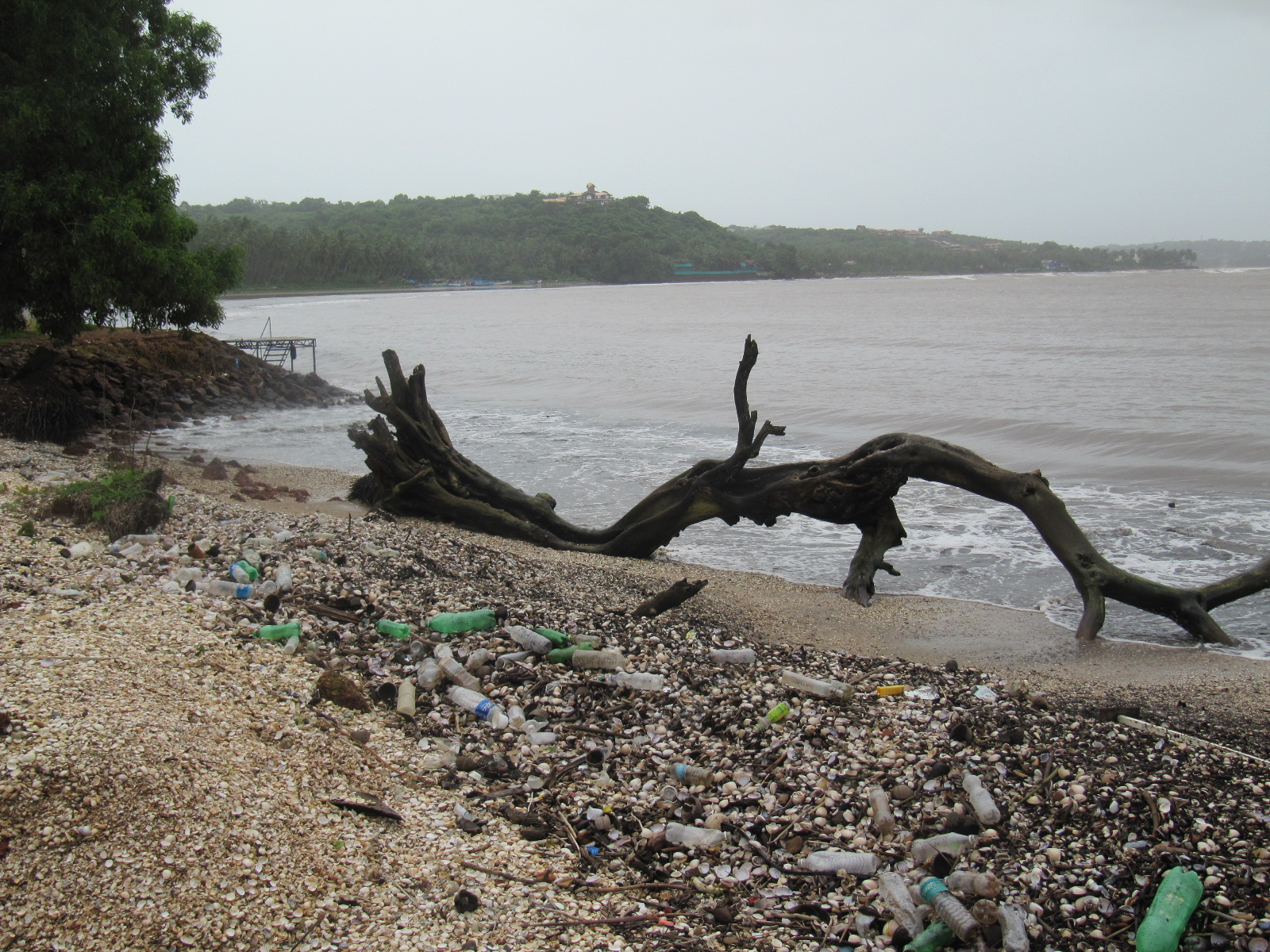
印度果阿的塑料污染

塑膠汙染是指環境中塑膠製品的累積，令野生動物的棲息地受到破壞，甚至對人類產生負面影響。塑料污染有很多不同的種類和形式，影響陸地、水域及海洋。一些地區已經開始進行塑膠減量，其作法是試圖減少塑膠的消費量及提倡塑膠回收。塑料污染的重點和便宜及耐用的塑料有關，也使得人們傾向使用高水準的塑膠。
塑料污染中，許多聚苯乙烯、聚丙烯、聚氯乙烯等製品產生的污染物為白色，因此也稱為白色污染。

## 現況

### 種類

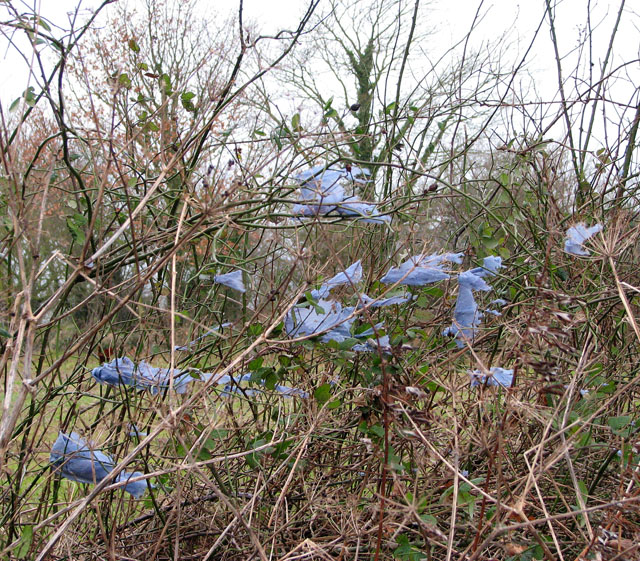
植物上的塑料污染

塑料污染有許多不同的形式，包括（但不限於）垃圾、海洋廢棄物（已進入海洋的人造廢棄物）、塑料顆粒水污染、塑膠網和友好漂浮物。有相當大比例的塑膠是用來製作一次使用、可拋棄式的包裝材料，或是會在一年內丟棄的產品。常常各類塑膠的消費者只使用塑膠製品一次，然後就回收或丟棄。
依美國國家環境保護局的資料，2011年市區固態廢棄物中，塑膠佔其中的12%，而在1960年代時，塑膠只占市區固態廢棄物的1%。

### 香港現況
據綠色和平的《塑膠圍港：香港海域塑膠分佈2018》研究報告，香港沿岸水域已遍佈聚苯乙烯（PS）和聚乙烯（PE）的塑膠垃圾，一般常見於即棄食品的包裝。跟三年前的同類報告比較，香港水域的平均微塑膠濃度增幅超過十一倍。2018年8月，他們實地考察9條香港主要河道的塑膠污染情況，並在城門河放置縮時相機，推算後得出單是其大圍段的位置，每年就有超過1750萬件塑膠垃圾直接流入大海。

## 影響

### 土地
含氯的塑膠會釋出有害的物質到周圍的土壤、地下水或周圍的水源中。因此飲用這些水源的動物會有健康上的影響。
堆填區域有各種不同種類的塑膠，在堆填區域，微生物會加快塑膠的生物降解過程。若是生物可分解塑膠，在分解時會釋放甲烷，是強力的溫室氣體，會增強全球暖化的效果。有些堆填區域會設置其他設施，可以捕捉甲烷來產生能源，但大部份的堆填區域沒有這類的設備。甲烷的釋放不只是在堆填區域，只要生物可分解塑膠在土裡就會釋放甲烷，而在一般土裡的降解過程需要更長的時間。

### 海洋
塑膠原料常以塑膠珠的形式，以貨櫃船運送:p.11。很多的塑膠珠灑入海中，據估計．海灘的垃圾中，有10%是塑膠珠:p.11。海中的塑膠大約會在一年內降解．但不會完全降解，而且依塑膠的不同，可能會釋放酚甲烷或聚苯乙烯等有毒物質到水中:p.12。聚苯乙烯塊及塑膠珠是最常見的海洋塑膠污染來源，再加上塑膠袋和食品容器等．就是大部份海洋廢棄物的來源:p.13。在2012年，估計海洋中大約有1.65億噸的塑膠污染物:p.12。

### 動物
塑膠污染有可能對動物產生毒害，也對動物及人類的食物鏈有負面影響:p.5。在書籍《海洋生物導論》（Introduction to Marine Biology）中，將塑膠污染視為為對大型海洋動物的高度威脅：「最大的單一威脅」。綠色和平更提到，微塑膠會令海洋生物腸臟變形，降低其活動能力及反應。包括海龜在內的許多海洋動物都在其胃部發現有大量的塑膠在內，當這種情形時，因為消化道被塑膠堵塞，動物很可能會死亡，有時海洋動物會缠在塑料制品中，像塑膠網，這也可能使他們受傷甚至致命。
包括无脊椎动物在內，已有260種物體被發現吃到塑膠製品或是被塑料制品缠住，當動物被塑料制品缠住時，其活動受到嚴重限制，因此在捕食上會感到困難。而且動物多半會死亡，甚至會有嚴重的劃傷及溃疡 目前估計每年約有四十萬隻海洋哺乳動物因塑料污染而死，2004年時估計北海的鷗胃中平均有三十塊塑膠片。

## 人類
依塑膠種類的不同，塑膠中有許多不同的化學物質，這些的化學物質是塑膠可以有如此多用途的主要原因，不過塑膠對人類的影響也和這些的化學物質有關。其中有些化學物質可能會被人类的皮肤吸收，因著進入人體內。其中許多化學物質還不確定對人體會造成多嚴重的影響。在許多塑膠中，這些有毒化學物質的使用都非常少．但一般需要顯著性試驗才能確保塑膠中的毒性物質，是否包覆惰性材料或是聚合物
塑料污染會令人類在自然環境中娛樂時構成妨礙，影響人們的娛樂。
比如綠色和平提到微塑膠本來含有毒有害的添加劑，如落入海洋其表面更會黏附像：農藥、塑化劑等的持久性有機污染物（POPs）。有害物質若積聚在食物鏈，將會干擾內分泌系統，孕婦及發育中的小孩尤為危險。

## 減量的效果

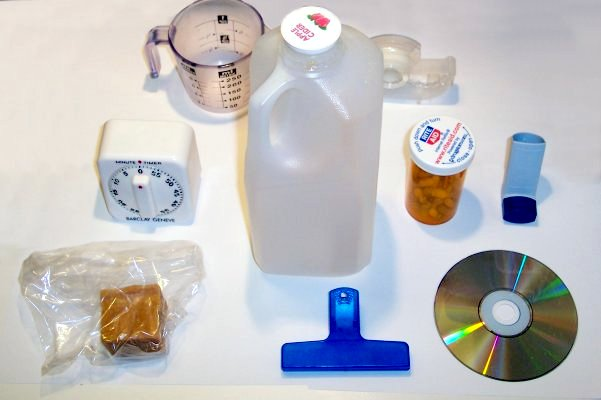
家庭用品有許多是用塑膠製成

提倡塑膠減量及塑膠回收已有一些成果。有些超商不提供免費的塑膠袋．有些地方則提供更可以重覆使用的包裝材料，或是容易生物降解的包裝材料。有些社區或企業開始禁止使用一些常用的塑膠製品，例如瓶裝水或塑膠袋。
不少環保團體正進行塑膠減量的推動工作，例如：綠色和平2019年透過發布彩虹勇士號的調查報告和一些意見領袖的支持，揭發本地全面海岸塑膠污染情況，警醒社會走塑減廢的逼切性。同時開展與不同在港經營的大型超市企業接觸，交換雙方於走塑工作方面的期望。

### 可生物降解和可降解塑料
生物可分解塑膠的使用具有許多優點，但也存在缺點。 生物可分解塑膠是在工業堆肥器中降解的生物聚合物。 生物降解材料不會像家用堆肥機那樣高效降解，而且在這個較為緩慢的過程中，甲烷氣體可能會排放。

### 回收
在美國主要的二種回收管道是路边收集及回收中心。美國約87%（約2.73億人）的人口日常有機會使用路边收集或回收中心。路边收集的普及率約有總人口數的63%（約1.93億人），作法是在路邊規劃特殊的回收桶，人們可將指定材質的塑膠放入，再由公家或私人的運輸公司載走。大部份的路边收集會收集不只一種的塑膠，多半是聚对苯二甲酸乙二酯（PETE）和高密度聚乙烯（HDPE）。回收中心的普及率約有總人口數的68%（約2.13億人），人們會將回收物品帶到一個位在市中心的設施。在回收後，塑膠會送到材料回收設備（MRF），依其塑膠成份分類整理，以增加產品價值，接下來塑膠會打包以減少運送成本。
各種塑膠回收的比例都有不同，美國整體的回收率在8%左右。2011年全美國約回收PETE了2.7百萬噸的塑膠。有些種類塑膠的回收比例較高，像在2011年回收了29%HDPE的塑膠瓶和29%PETE的塑膠瓶。
香港政府的三色回收箱現時僅接收樽型塑膠，即是只會接受1號PET、2號HDPE的樽型塑膠。至於3號至7號塑膠，只可以把它們交到民間組織的「不是垃圾站」，或是環保署轄下的回收點。

## 延伸閱讀
- Colette, Wabnitz & Wallace J. Nichols. Editorial: Plastic Pollution: An Ocean Emergency （页面存档备份，存于）. 3 March 2010. 28 January 2013.
- Biodegradable Plastics and Marine Litter. Misconceptions, concerns and impacts on marine environments, 2015, United Nations Environment Programme (UNEP), Nairobi.

## 外部連結
- Ark, Planet. Plastic Bag Reduction. 1 December 2011. 29 January 2013.
- Jessica, A. Knoblauch. Environmental Health News （页面存档备份，存于）. 2 July 2009. 29 January 2013
- Treacy, Megan. "Biodegradable Plastics are Adding to Landfill Methane Emissions". 10 June 2011. 29 January 2013.
- Tina, L. Plastic Pollution and Wastefulness （页面存档备份，存于）. 20 February 2011. 29 January 2013.
- Boyan Slat. . TED Talk.   [2016-01-04]. （原始内容存档于2021-05-05）.
- . ecowatch.com.   [2016-01-04]. （原始内容存档于2016-04-04）.
- . SAS Ocean Phoenix.   [2016-03-05]. （原始内容存档于2016-03-07）.